# Favour Ofili
Favour Ofili (31 de diciembre de 2002) es una deportista de Nigeria que compite en atletismo. Ganó una medalla de bronce en el Campeonato Mundial de Atletismo Sub-20 de 2021, en la prueba de Favour Ofili.